# El Triunfo (Choluteca)
El Triunfo est une municipalité du Honduras, située dans le département de Choluteca, à proximité de la frontière du Nicaragua. Elle est fondée en 1877.

## Villages et hameaux
La municipalité d'El Corpus, comprend 130 hameaux et les 11 villages suivants :
- El Triunfo (chef-lieu de la municipalité)
- Azacualpa
- El Cedrito
- El Perico
- La Calera
- Las Haciendas
- Nance Dulce
- Río Grande
- San Juan
- Santa María
- Santa Teresa

## Source de la traduction
- (en)/(es) Cet article est partiellement ou en totalité issu des articles intitulés en anglais « El Triunfo, Choluteca » (voir la liste des auteurs) et en espagnol « El Triunfo (Honduras) » (voir la liste des auteurs).